# Acropora globiceps
Espèce
Statut de conservation UICN

 VU A4ce : Vulnérable
Statut CITES
Acropora globiceps est une espèce de coraux appartenant à la famille des Acroporidae.

## Description et caractéristiques
Ce corail forme de petites colonies de type digitées (en forme de doigts), de couleur crème parfois teintée de bleu. La taille et l'apparence de branches dépendent du degré d'exposition à l'action de vague, mais elles sont toujours courtes et disposées de manière compacte. Les colonies de milieu très exposé ont des branches en forme de pyramide ; suivant l'exposition, elles sont plus élancées, mais toujours assez robustes, et généralement arrondies (d'où leur nom latin). Les corallites sont de taille irrégulière, ceux des colonies situées sur des pentes de récif sont tubulaires, ceux sur des colonies d'arrière-récif sont plus trapus. Le corallite axial est petit et parfois indiscernable. Les corallites radiaux sont de taille irrégulière, et forment parfois des rangées verticales le long des branches.

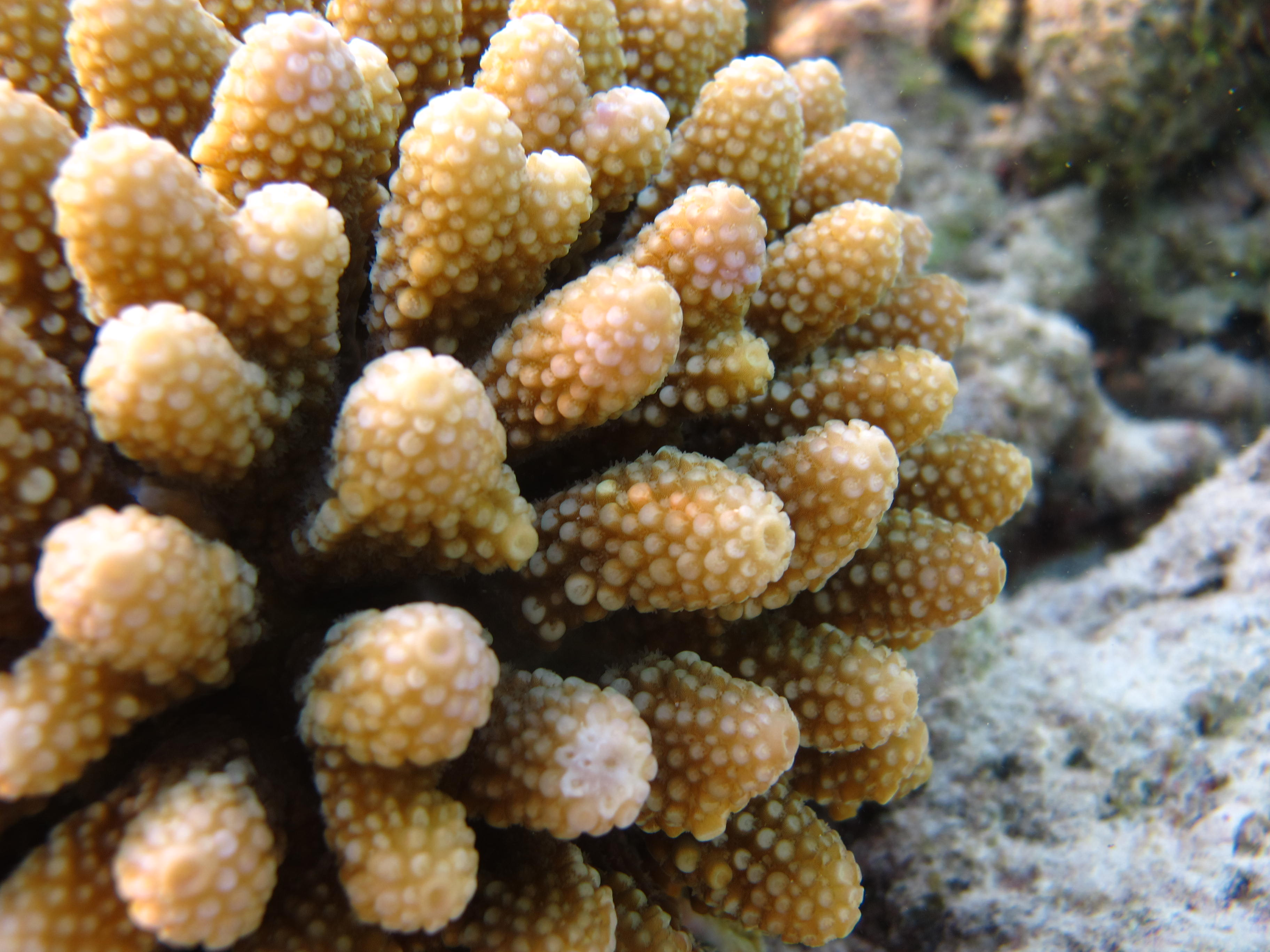
Gros plan sur les branches et les corallites.

## Habitat et répartition
On rencontre cette espèce de l'océan Indien central au Pacifique ouest et central.